# Hărău, Hunedoara
Hărău (în maghiară: Haró, în germană: Haren) este satul de reședință al comunei cu același nume din județul Hunedoara, Transilvania, România.

## Așezare
Localitatea Hărău este situată în România, în centrul Județului Hunedoara, pe malul drept al Mureșului, având ca vecini în partea sudică orașele Deva și Simeria, în est satul Banpotoc iar la nord localitatea Bălata.

## Istoric
Prima atestare documentară este din anul 1360: (nobiles) de eadem Harow.

## Demografie
Numele locuitorilor din Hărău este: hărăiancă, hărăian (sing.) și hărăience, hărăieni (pl.).

## Școala
Școala Generală din Hărău există de cel puțin 75 de ani.
Adresa școlii: strada Principală nr. 138, Hărău.
☼ Parcul din fața Primăriei. Căminul cultural. Parcarea.
- În fața Primăriei se află un parc organizat și decorat pentru toate vârstele: bănci, loc de joacă, alei, iarbă verde și arbori la timpul lor, iarna natura este prezentă prin brazii falnici. Personalizarea parcului este completată de lampadare, statuete albe și căruțe înflorite. Menținerea curată a parcului este asigurată de prezența pubelelor.
- Suprafața parcului este destul de întinsă iar ideea amenajării acestuia este apreciată.
- S-a prevăzut și o parcare publică, situată între Primărie și parc. Intrarea în Primărie este străjuită de drapelele României, ale Uniunii Europene și de statuile celor doi lei.

## Lăcașuri de cult

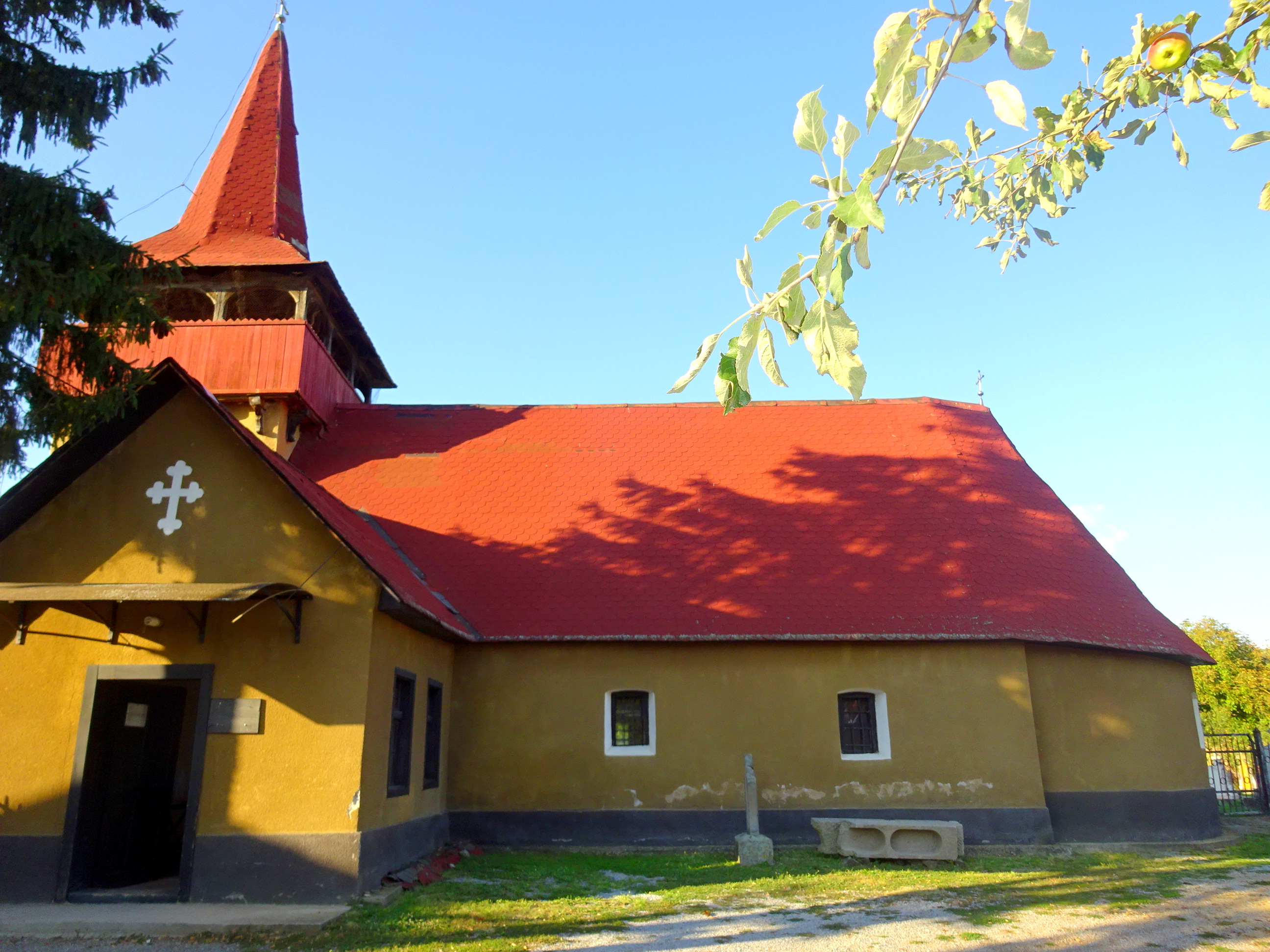
Biserica Sfântul Dumitru

Biserica veche, cu hramul Sfântul Mare Mucenic Dimitrie este un lăcaș de cult din piatră și cărămidă, de plan dreptunghiular, cu absida semicirculară ușor decroșată, ridicat în cursul secolelor XVI-XVII. Supraînălțarea pereților navei și prelungirea acesteia spre răsărit, prin spațiul altarului actual, aparțin unui șantier constructiv ulterior. La interior se mai sesizează câteva fragmente degradate dintr-un vechi decor pictural, executat în tehnica frescă, la o dată neprecizabilă.

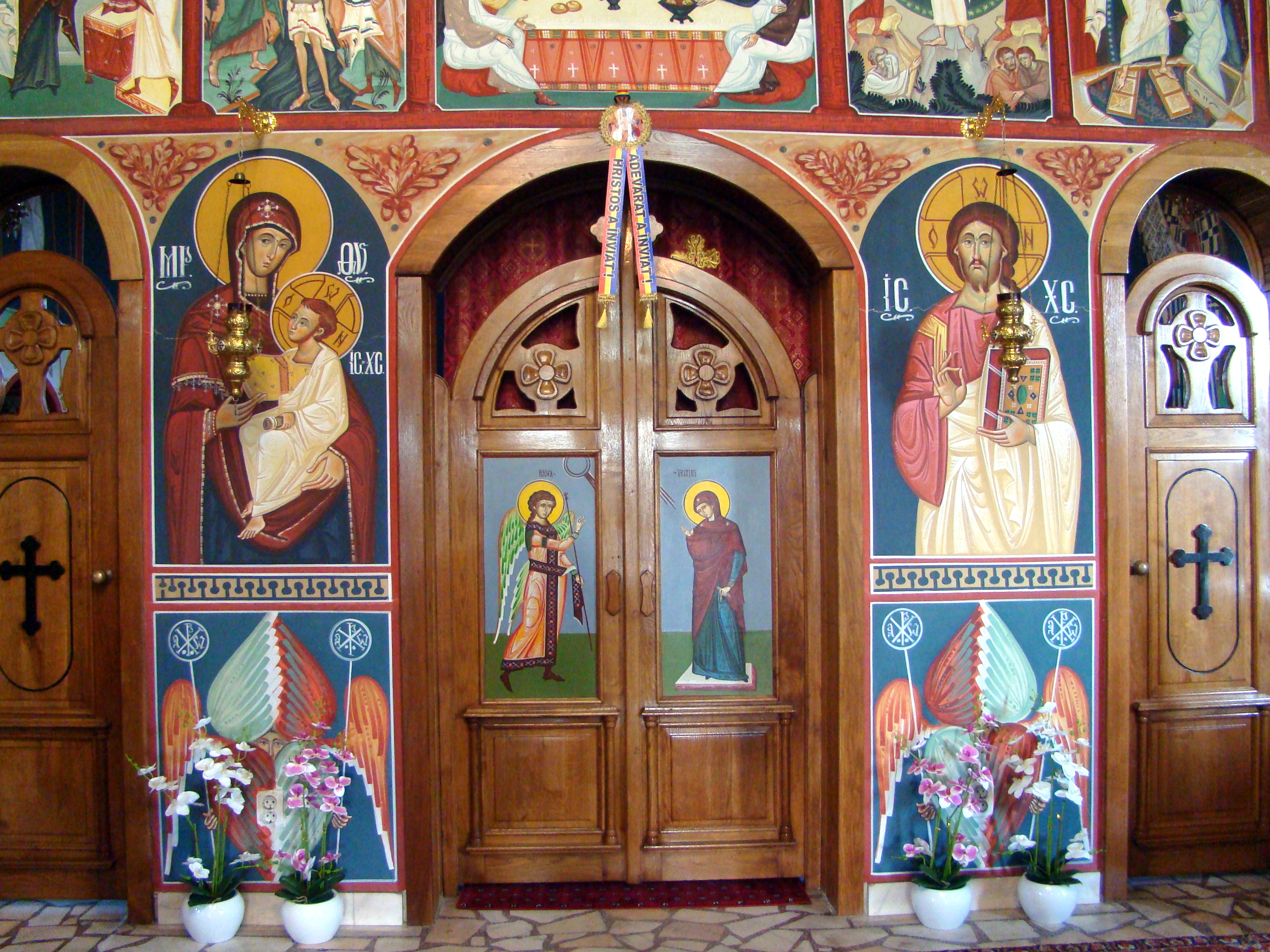
Biserica „Sfinții Apostoli Petru și Pavel”: uși și icoane împărătești

Biserica nouă cu hramul „Sfinții Apostoli Petru și Pavel” din Hărău a fost construită între anii 2000 și 2007, din inițiativa preotului Petru Băluță. Este un edificiu triconc de mari dimensiuni, cu absidele pentagonale; altarul este prevăzut cu o încăpere anexă de plan dreptunghiular, cu rol de proscomidiar. Lăcașul este supraînălțat printr-o turlă octogonală impunătoare, pe bază patrulateră. Octogonale sunt și cele două turnuri-clopotniță, elevate de o parte și de cealaltă a intrării apusene, protejată de intemperii printr-un pridvor deschis; altă ușă se găsește pe latura sudică a edificiului. La acoperirea bisericii s-a folosit tabla.

## Transporturi
Programul național de modernizare a drumurilor existente și construcția de autostrăzi în România prevede ca autostrada Deva-Orăștie să treacă prin comuna Hărău, având ca obiectiv ocolirea orașului Deva. Lucrările la acest tronson au fost demarate în anul 2011.

## Personalități
- dr.Popovici Ivan din Hărău - a înființat secția de oftalmologie din Deva.
- Ioan Josan (1884 - 1937), deputat în Marea Adunare Națională de la Alba Iulia  1918

## Imagini

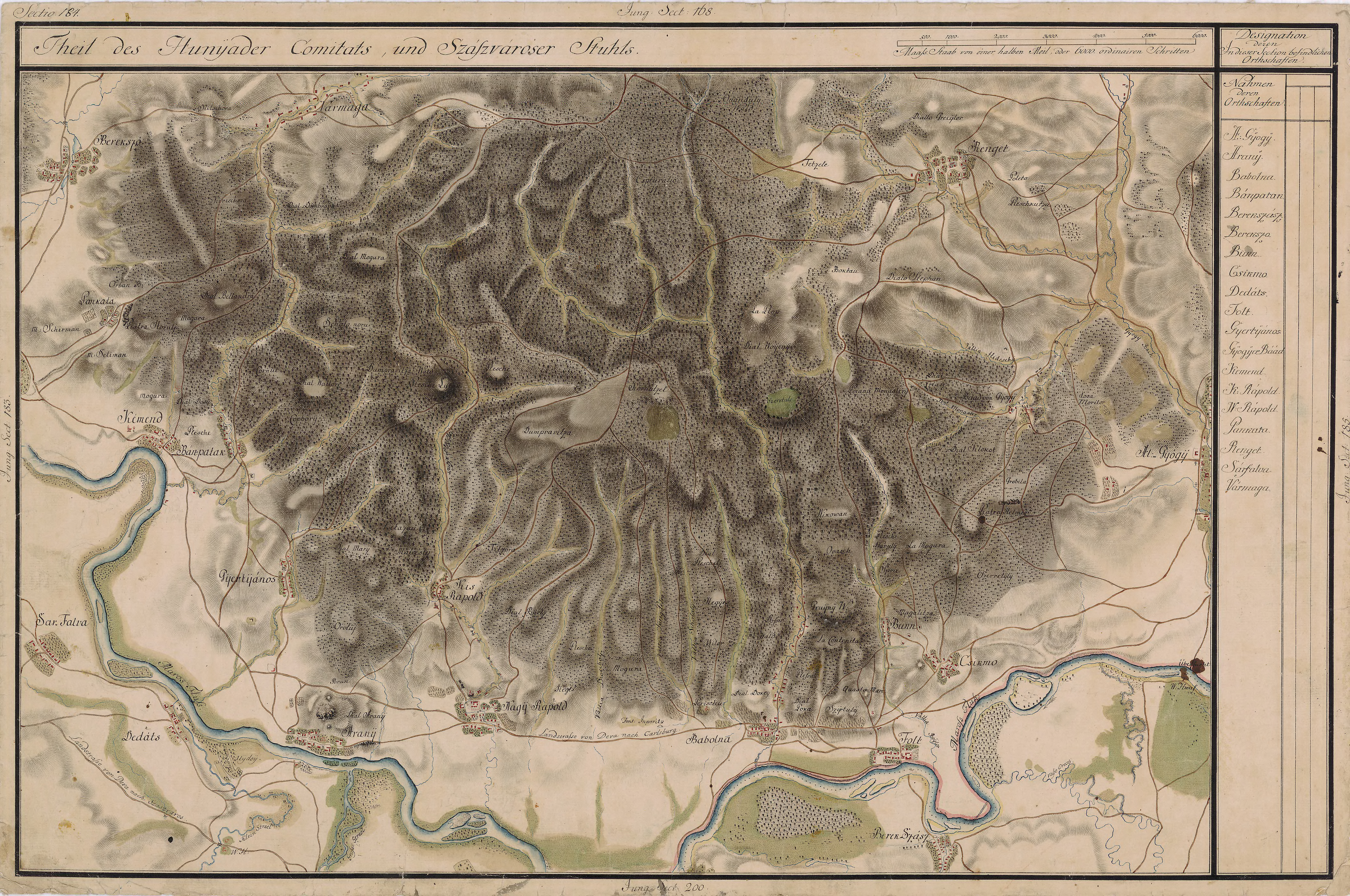
Hărău în Harta Iosefină a Transilvaniei, 1769-1773
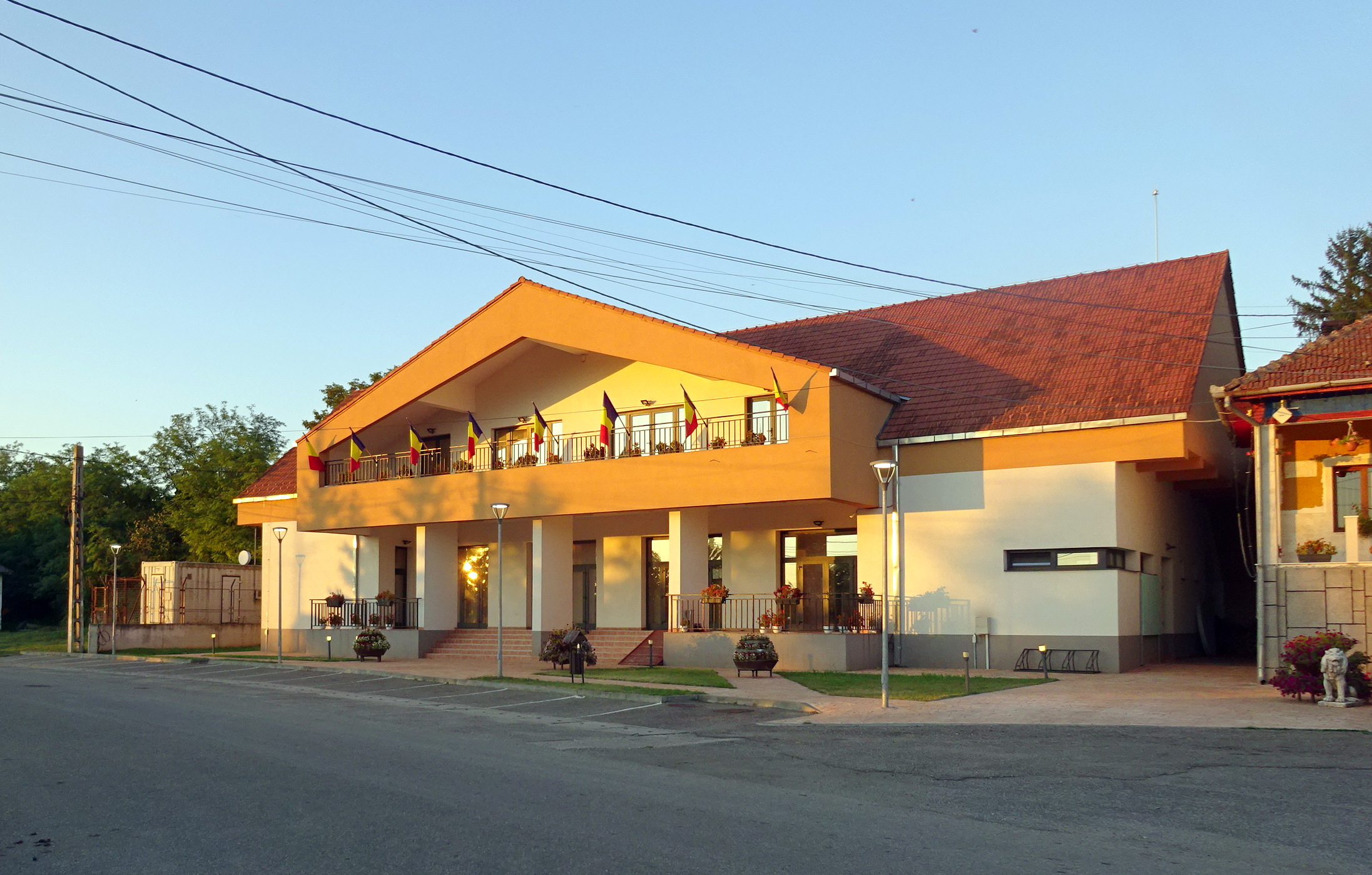
Căminul cultural
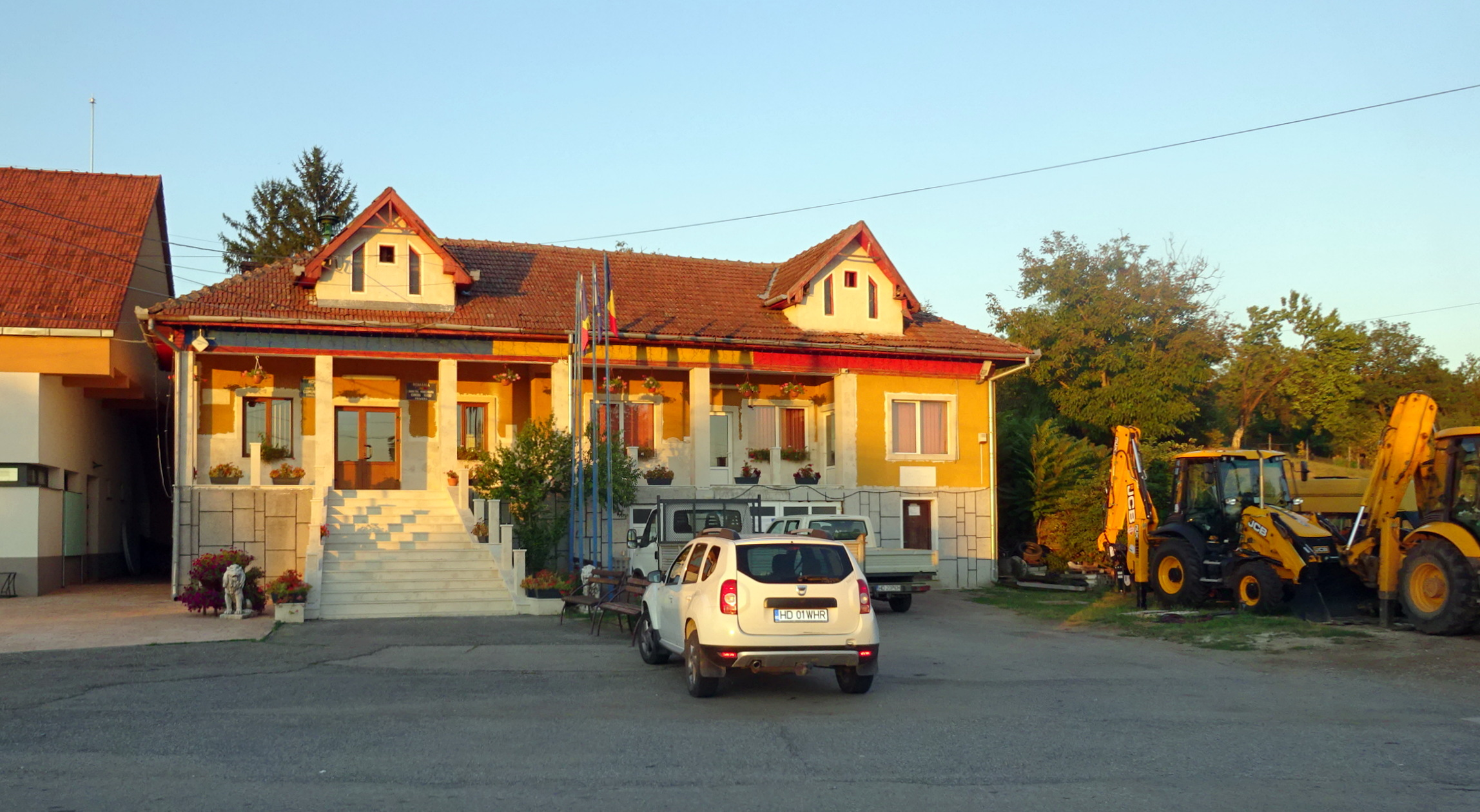
Primăria comunei Hărău
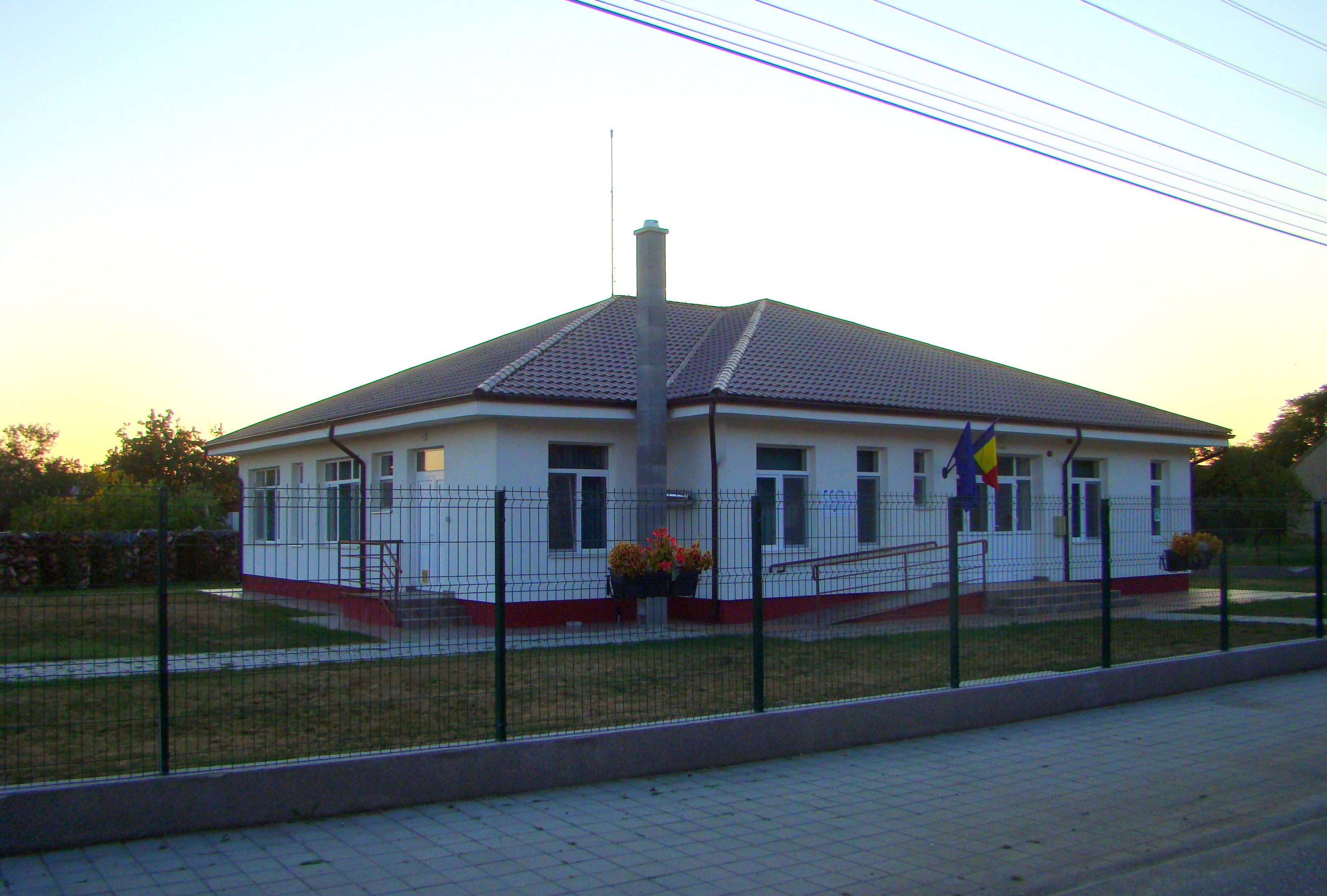
Grădinița cu Program Prelungit
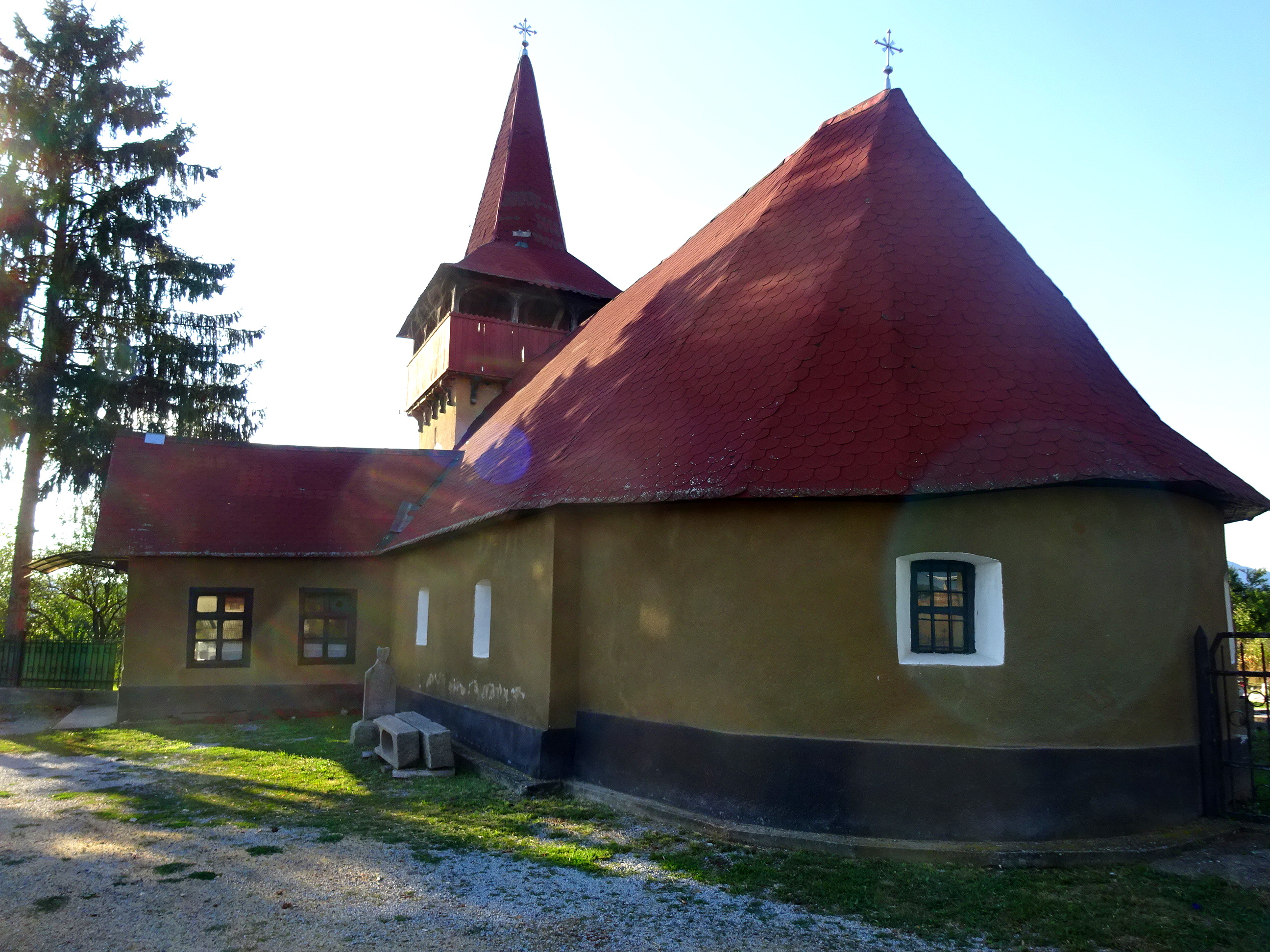
Biserica Sfântul Dumitru din Hărău (monument istoric)
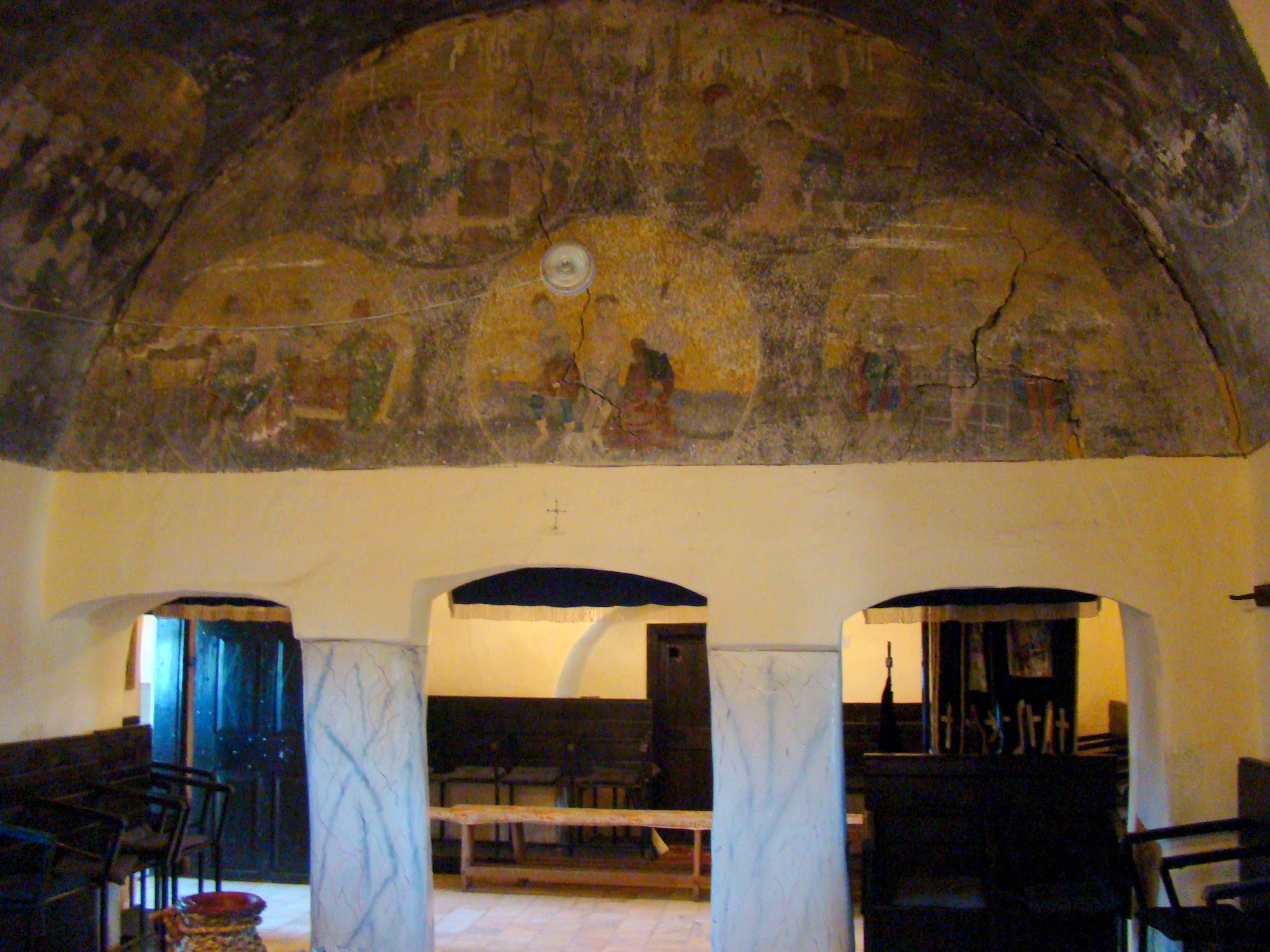
Biserica Sfântul Dumitru din Hărău (monument istoric)
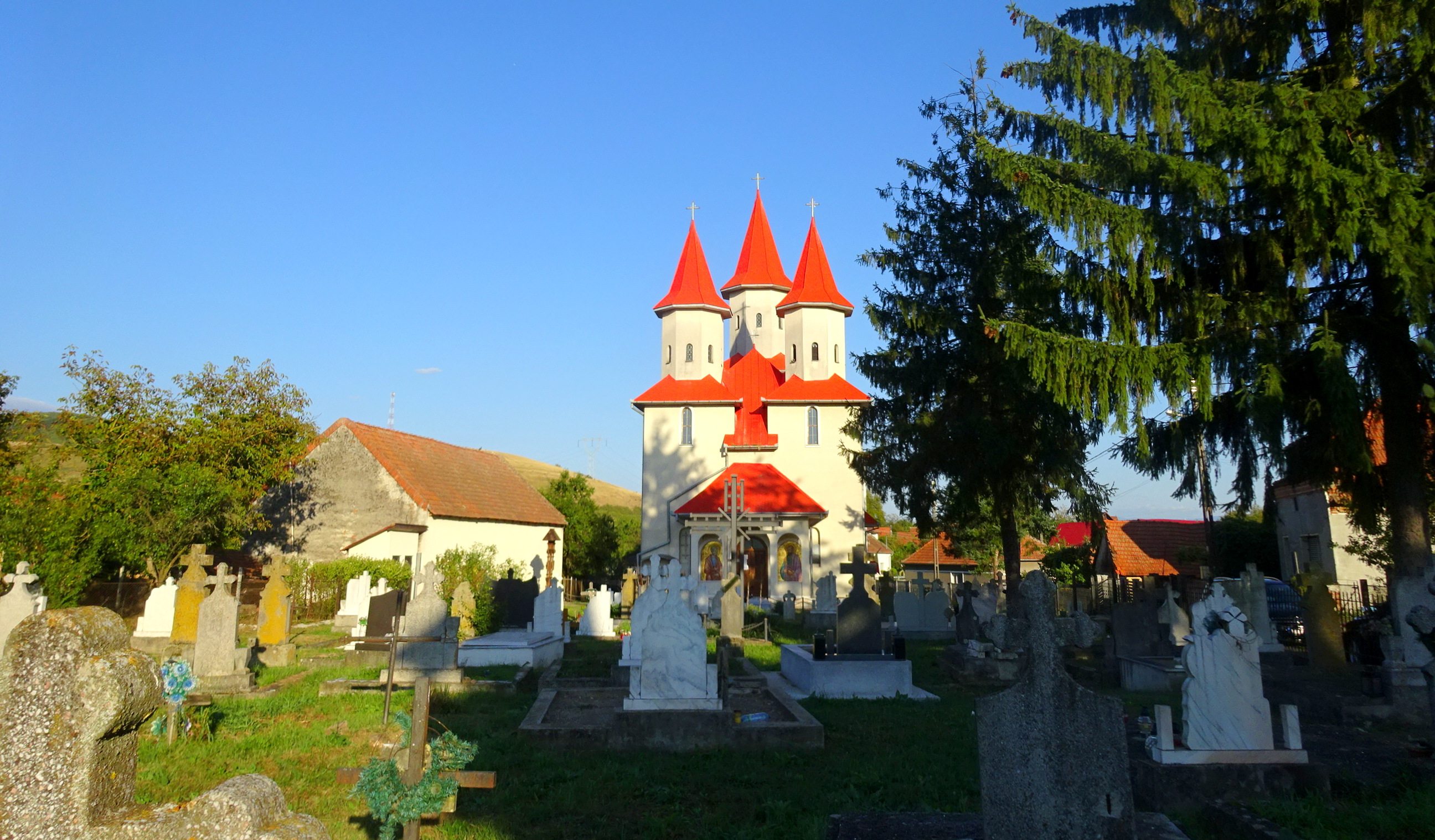
Biserica „Sfinții Apostoli Petru și Pavel” din Hărău
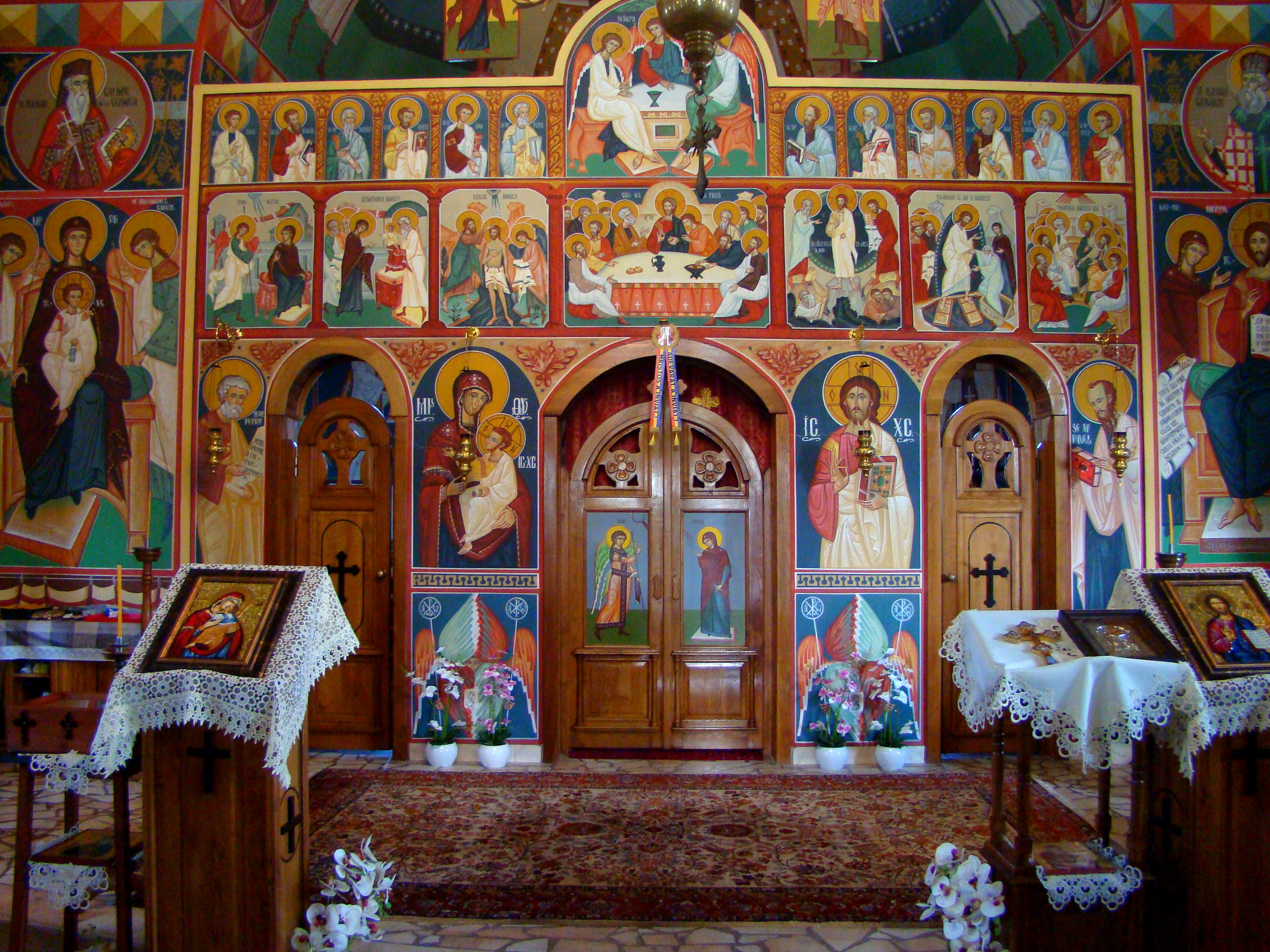
Biserica „Sfinții Apostoli Petru și Pavel” din Hărău
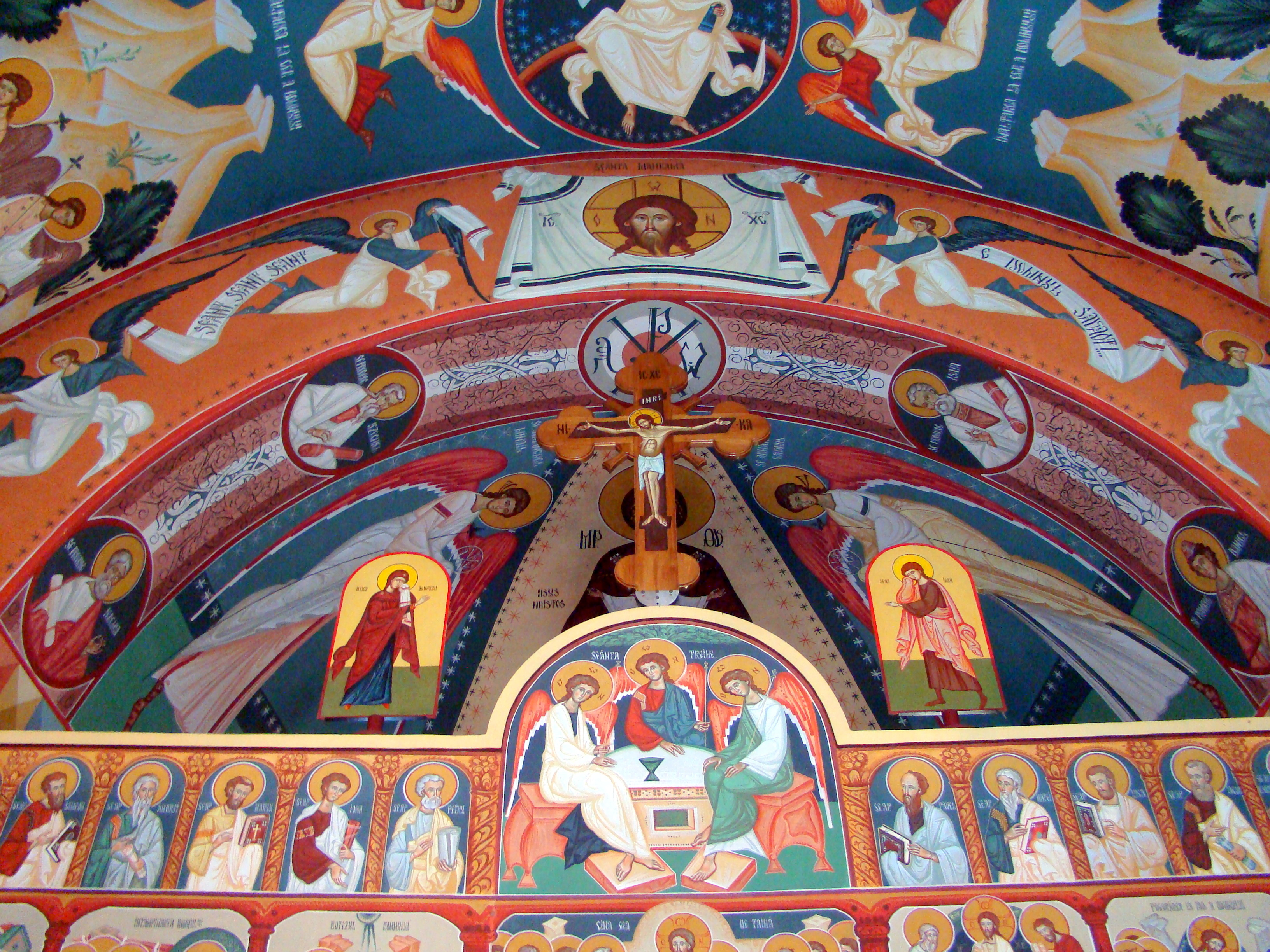
Tâmpla bisericii
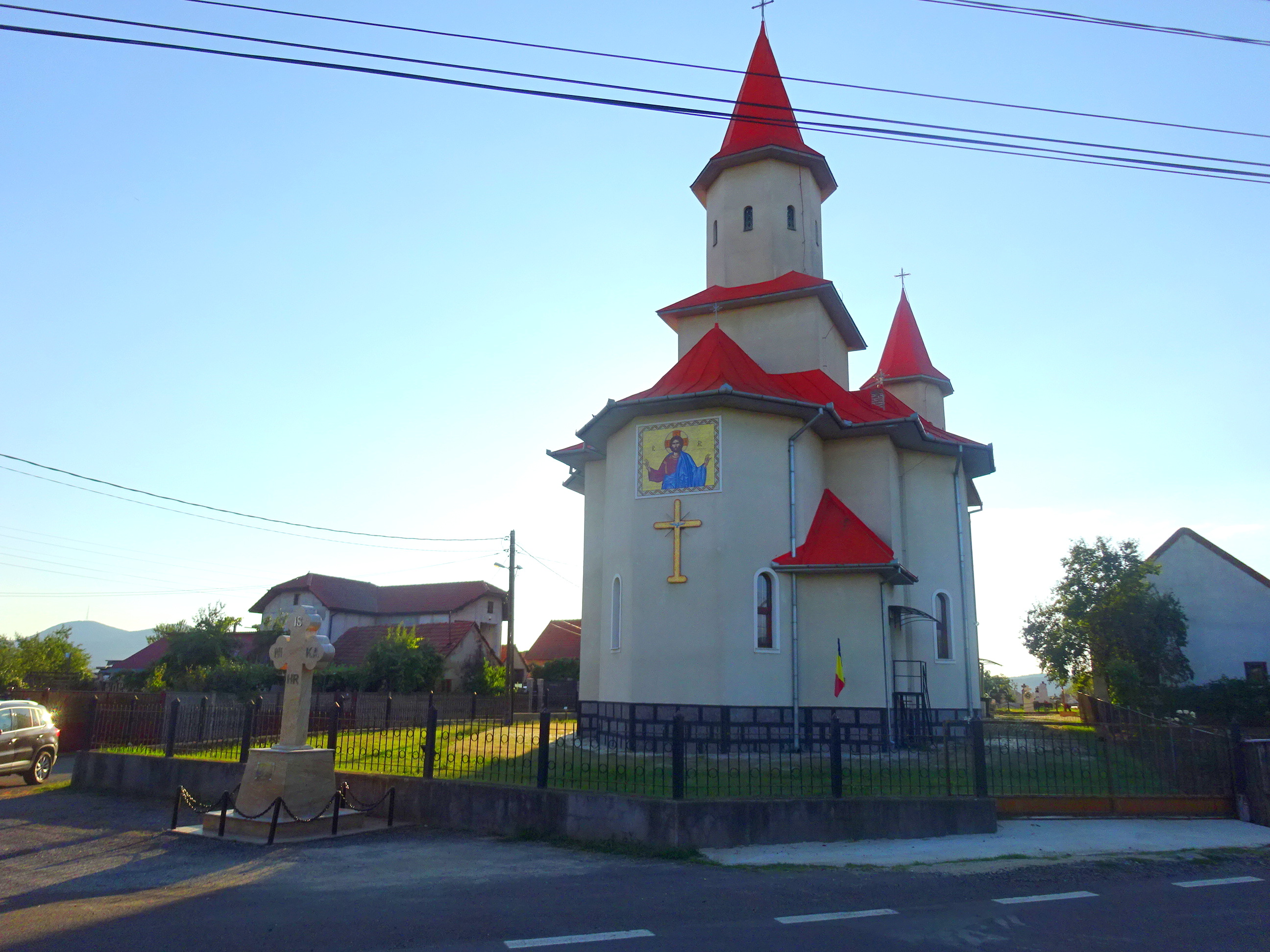
Biserica „Sfinții Apostoli Petru și Pavel” din Hărău
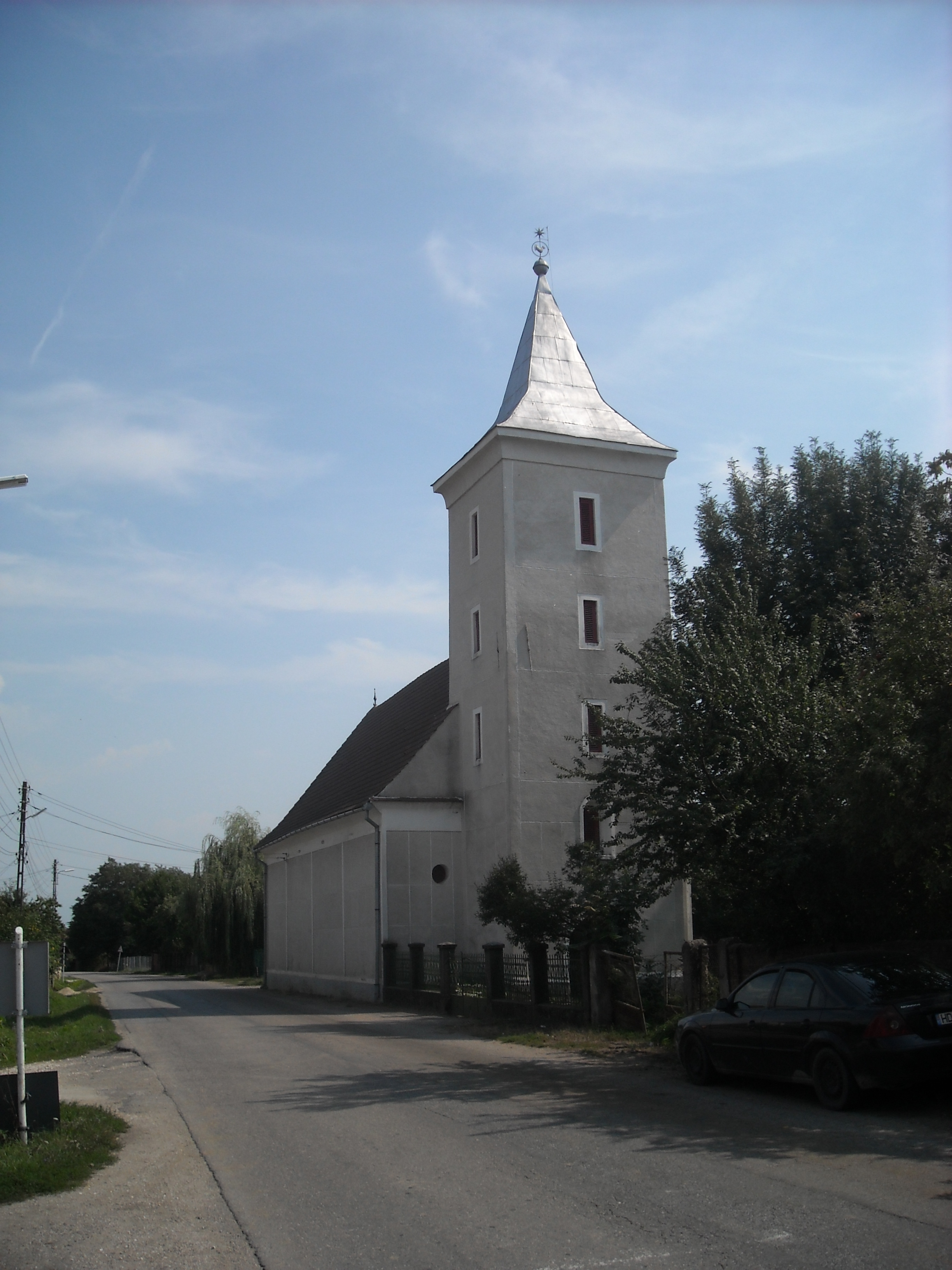
Biserica reformată